# 아산 이씨
아산 이씨(牙山 李氏)는 충청남도 아산시를 본관으로 하는 한국의 성씨이다.

## 시조
아산 이씨(牙山 李氏)의 시조 이주좌(李周佐)는 경주 이씨의 중시조 소판 이거명(居明) 5세손이며고려때 평장사를 역임한 승훈(承訓)의 둘째 아들이다. 주좌는 고려에서 형부상서, 판어사대사를 지냈고 사공(司空)에 추증되었다.
그의 후손 서(舒)가 원종때 판위위시사, 벽상공신 삼중대광으로  아주백에 봉해졌으므로 후손들이 본관을 아산으로 하여 세계를 이어왔다.

## 분파
- 감정공파(監正公派)
- 대사간공파(大司諫公派)
- 부윤공파(府尹公派)
- 사인공파(舍人公派)
- 사직공파(司直公派)
- 아성군파(牙城君派)
- 영의정당공파(領議政堂公派)
- 정언공파(正言公派)
- 처사공파(處士公派)
- 현감공파 (縣監公派)

## 인물
- 이지하 (李枝夏)- 조선 때 목사(牧使)
- 이석번 (李碩蕃) - 병조판서
- 이홍 - 절제사
- 이대춘 - 절제사
- 이종의 - 사인(舍人)을 역임
- 이석 - 좌윤(左尹)을 역임
- 이중명 - 문신
- 이인화(李寅華) - 참판(參判)을 역임

## 본관
아산(牙山)은 충청남도 북부에 위치하는 지명으로 본래 백제의 아술현(牙述縣)이었다, 신라의 삼국통일 후 757년(경덕왕 16)에 음봉현(陰峰縣: 陰岑縣)으로 개칭하였고, 탕정군(湯井郡)의 영현(領縣)을 삼았다. 940년(고려 태조 23)에 인주(仁州)로 고치고, 995년(성종 14)에 자사(刺史)를 두었다가, 1005년(목종 8)에 폐지하였다. 1018년(현종 9)에 천안에 소속되었다가, 후에 아주(牙州)로 고치고 감무를 두었다. 1413년(태종 13)에 아산현으로 개칭하였고, 1459년(세조 5)에 이르러 아산현을 온양군·신창군·평택현 등에 분속하였다가, 1464년 아산현으로 복구하였다. 1895년(고종 32) 지방제도 개정으로 홍주부 아산군으로 개편되었고, 1896년에 충청남도 아산군이 되었다. 1914년 군면 폐합으로 온양·아산·신창의 3개 군을 통합하여 아산군이라고 칭하고 12개 면을 두었다. 1941년 온양면이 온양읍으로 승격하고, 1986년 온양읍이 온양시로 승격하였다가 1995년 1월 온양시와 아산군이 다시 합쳐 도농복합형의 아산시가 되었다.

## 인구
- 1985년 2,470가구 10,403명
- 2000년 3,532가구 11,520명
- 2015년  13,552명(남한)